# Пръстени на Юпитер
Пръстените на Юпитер са система планетарни пръстени около планетата Юпитер. Това е третата пръстенова система, открита в Слънчевата система след тези на Сатурн и Уран. За първи път пръстените са наблюдавани през 1979 от сондата Вояджър 1 и изследвани през 1990-те от Галилео. Пръстените са наблюдавани и от Хъбъл и от Земята през последните 25 години. Наземните наблюдения на пръстените изискват използването на най-големите телескопи.
Пръстените на Юпитер са тънки и са съставени предимно от прах. Пръстените се разделят на 4 основни компонента: тънък вътрешен слой, известен като „ореол“; относително ярък и изключително тънък „основен пръстен“ и два широки и дебели външни „газови пръстени“, кръстени на луните, от чийто материал са съставени: Амалтея и Тива.
Основният пръстен и „ореолът“ са съставени от прах, изхвърлен при сблъсъците с висока скорост на метеороити с луните Метис, Адрастея и други небесни тела. Снимките с висока разделителна способност, получени от New Horizons през февруари и март 2007 разкриват фината структура на основния пръстен.